# Heinz Leymann
Heinz Leymann, né le 17 juillet 1932 à Wolfenbüttel et mort le 26 janvier 1999, est un psychosociologue suédois. Il était docteur en psychologie et enseignait à l'université de Stockholm. 

## Biographie
Heinz Leymann est célèbre pour ses recherches sur le concept de harcèlement moral, qu'il qualifia à l'époque dans un essai publié en 1993 de « Mobbing » (Molest en anglais). 
Il est considéré comme le pionnier dans le domaine de recherche sur le harcèlement moral.